# 1969 en Italie
Chronologie de l'Italie
- 1965
- 1966
- 1967
- 1968
- 1969
- 1970
- 1971
- 1972
- 1973

## Événements
- 25 avril , deux bombes incendiaires explosent à Milan à la Fiera campionaria et au Bureau Cambi de la gare, premier attentat d'une série qui culmine le 12 décembre[1]. C'est le début de « Stratégie de la tension » : le laxisme, l'inefficacité et l'impuissance de l'État italien à maintenir l’ordre provoquent la croissance de groupuscules d’extrême droite et d'extrême gauche, soutenus secrètement par certaines factions de la société. Ces groupuscules commettent pendant dix ans une série d’attentats terroristes qui feront 428 morts et plusieurs centaines de blessés[2].

- 19-25 juin : révolte de Pratobello ; la population d'Orgosolo en Sardaigne occupe pacifiquement le secteur de Pratobello que l'armée doit utiliser comme champ de tir. Après quelques jours l'armée italienne se retire[3].
- 23 juin : premier numéro du journal politique Il manifesto fondé par une frange dissidente du Parti communiste italien[4].

- 5 juillet : scission du parti socialiste unifié. Les sociaux-démocrates constituent le parti socialiste unitaire[5]. Mariano Rumor démissionne à cause de la scission du parti socialiste et constitue un gouvernement DC homogène (5 août)[6].

- 8-9 août : des attentats contre des trains dans le nord de l'Italie font 12 blessés et causent d'importants dégâts. Les responsables sont identifiés plus tard au sein du mouvement d'extrême droite Ordine Nuovo, comme Franco Freda et Giovanni Ventura[7].

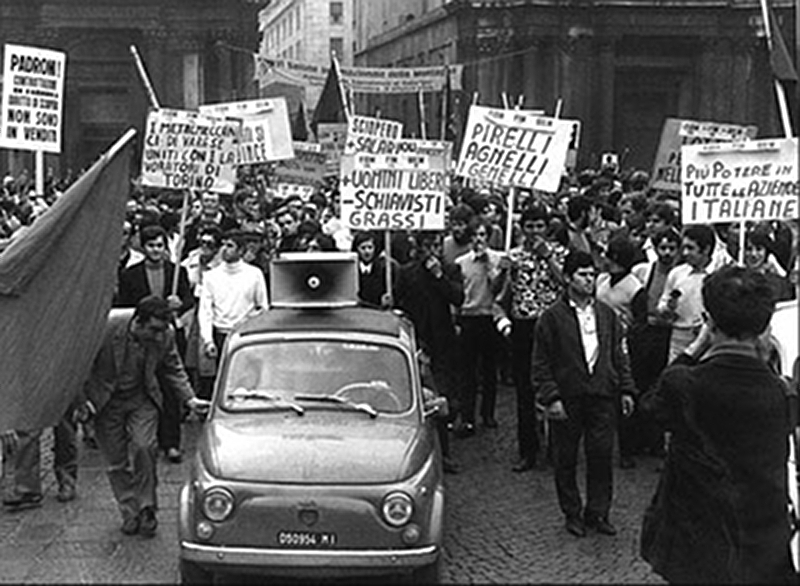
L'« automne chaud » à Turin.

- 2 septembre : la direction de Fiat suspend certaines chaînes de fabrication à l'usine de Turin, soit 15 000 travailleurs, pour réduire la production industrielle ; une grève spontanée éclate[8]. C'est le début de l'« automne chaud » (Autunno caldo (it)), vague de grèves, de manifestations et d’occupation de locaux notamment dans le Nord du pays (Milan). 1,5 million de grévistes[9].

- 24 novembre : le comité central du PCI décide l’expulsion d'Aldo Natoli, de Luigi Pintor et de Rossana Rossanda, du groupe du « Manifesto »[4].
- 29 novembre : la Chambre approuve la loi sur le divorce en Italie[10].
- 4-5 décembre : le parlement italien approuve une série de lois visant à régler le problème du Haut-Adige[11].

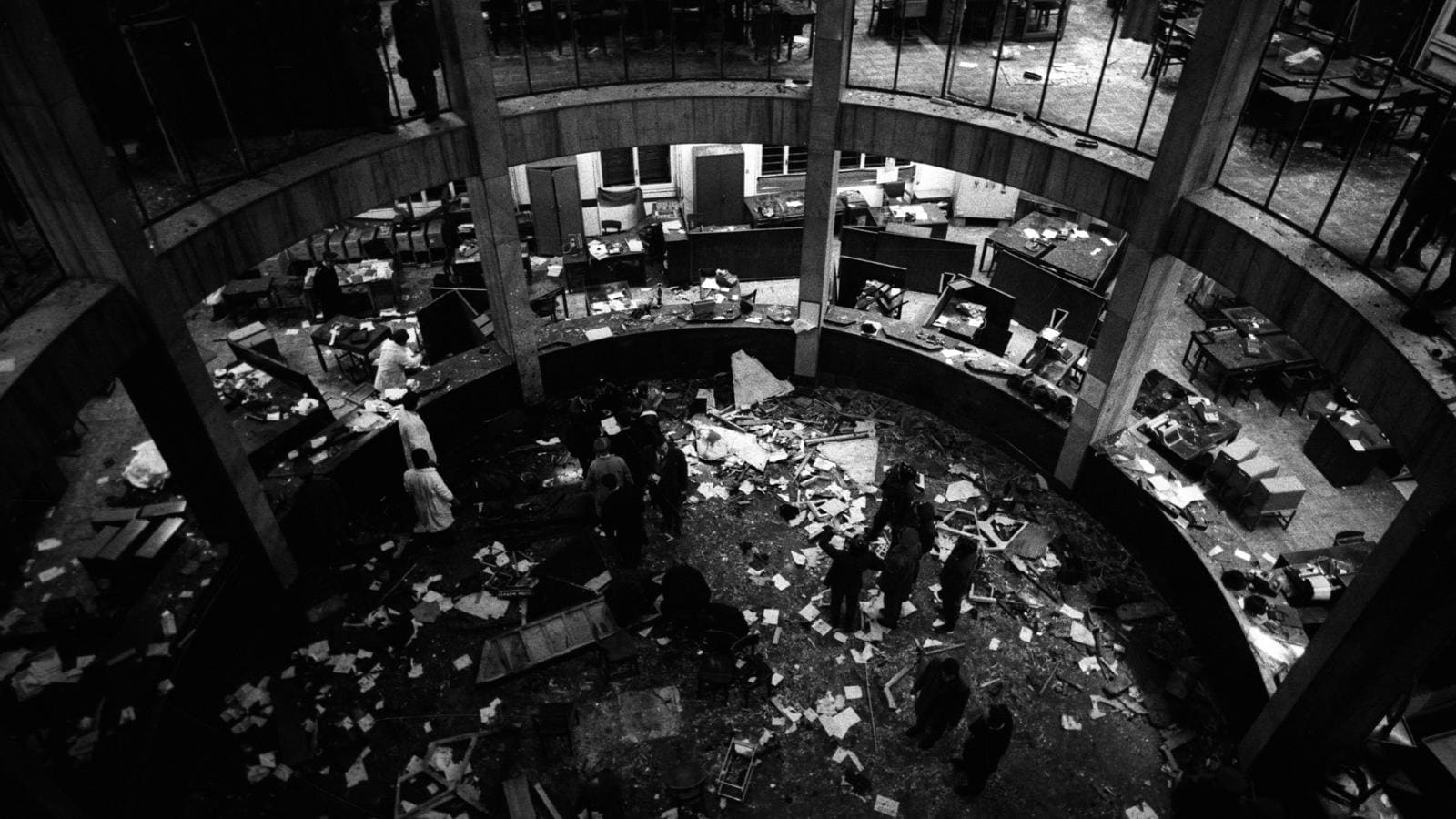
L'intérieur de la banque nationale d'agriculture après l'attentat.

- 12 décembre : attentat terroriste de droite de Piazza Fontana à Milan, faisant seize morts et 88 blessés ; l'attentat, attribué dans un premier temps aux anarchistes, est rapidement imputée aux néofascistes ;  début de ce qu'on appelle plus tard les « années de plomb »[1].

- 15 décembre : l'anarchiste Giuseppe Pinelli, accusé du massacre de la Piazza Fontana, arrêté et détenu au commissariat de Milan, tombe du quatrième étage où avait lieu son interrogatoire[12].
- 16 décembre : arrestation à Milan de l'anarchiste Pietro Valpreda pour le massacre de la Piazza Fontana[12].
- Décembre : augmentation rapide des salaires à la suite des mouvements sociaux. Semaine de 40 heures et droit aux réunions syndicales pendant les heures de travail[9].

- Quasi-équilibre de la balance commerciale[9]. À la fin des années 1960, 20 % seulement de la population reste rurale.

## Culture

### Cinéma
- 2 août : 14e cérémonie des David di Donatello.
- Box-office Italie 1969-1970.

#### Films italiens sortis en 1969
- 26 février : La Monaca di Monza (La Religieuse de Monza), film d'Eriprando Visconti
- 28 décembre : Medea (Médée) film de Pier Paolo Pasolini

#### Mostra de Venise
- Lion d'or : non décerné
- Coupe Volpi pour la meilleure interprétation féminine : non décerné
- Coupe Volpi pour la meilleure interprétation masculine : non décerné

### Littérature

#### Livres parus en 1969
- Giovanni Arpino : Il buio e il miele (traduit en français sous le titre Parfum de femme).

#### Prix et récompenses
- Prix Strega : Lalla Romano, Le parole tra noi leggere (Einaudi)
- Prix Bagutta : Niccolò Tucci (it), Gli atlantici, (Garzanti)
- Prix Campiello : Giorgio Bassani, L'Airone
- Prix Napoli : non décerné
- Prix Viareggio : Fulvio Tomizza, L'albero dei sogni

## Naissances en 1969
- 8 mars : Claudio Castrogiovanni, acteur.
- 9 avril : Fabio Grasso, pianiste et professeur de musique classique au conservatoire Benedetto Marcello de Venise.

## Décès en 1969
- 23 avril : Camillo Mastrocinque, 67 ans, réalisateur et scénariste. (° 11 mai 1901)
- 17 juin : Primo Magnani, 77 ans, coureur cycliste sur piste, champion olympique de poursuite par équipes aux Jeux olympiques de 1920 à Anvers. (° 31 mars 1892)